# Barbara Wagner
Barbara Aileen Wagner, född 5 maj 1938 i Toronto, är en kanadensisk före detta konståkare.
Wagner blev olympisk guldmedaljör i konståkning vid vinterspelen 1960 i Squaw Valley.